# Napi (humorista gràfic)
José Manuel Álvarez Crespo (16 de març de 1953, Sant Sebastià), conegut pel pseudònim Napi, és un humorista gràfic i caricaturista que ha desenvolupat la seva carrera professional a Tarragona.
La fundació mediambiental Mare Terra Fundació Mediterrània li ha concedit una menció especial dins dels seus premis anuals Ones, en l'edició 2022, "per utilitzar l’humor i la sàtira per a fomentar l’esperit crític" i "per conscienciar sobre temes com els drets humans i el medi ambient amb dibuixos irònics, irreverents i, en definitiva, brillants."
La seva obra es caracteritza per la crítica política i social. Com ell mateix ha explicat en entrevistes, "“quan era petit ja veia que la realista inventada dels adults era molt absurda i vaig tenir un rebuig. A partir de llavors vaig focalitzar-me en el dibuix crític.”
Actualment dibuixa una vinyeta diària al Diari de Tarragona i ha col·laborat a La Vanguardia, El Punt, El Jueves, Més Tarragona (2007-2017) , El Triangle i El Economista, entre altres publicacions.

## Biografia

### Inicis
L'any 1970 ja publicava en el Diari de Tarragona, que aleshores portava el nom de Diario Español i dirigia el periodista Domingo Medrano. En aquest diari hi ha dibuixat en diferents etapes: als anys 70, del 1987 al 1997, amb la direcció d'Antoni Coll i Gelabert, i des del 2017 dins a l'actualitat.
Amb 18 anys va rebre a Barcelona un premi pels seus dibuixos, el Lápiz de Plata, que concedia el grup de grans matgatzems El Corte Inglés.
I als 20 anys va ser seleccionat per participar en l’Almanaque Agroman 1974(publicat a Madrid el desembre del 1973), una antologia de vinyetes de dibuixants de tot l’estat espanyol, al costat de grans noms com Cesc, Benejam, Muntañola o Mingote.
A finals d’aquells anys 70 va editar a la seva ciutat d’adopció, Tarragona, amb l’il·lustrador Diego Sánchez la revista Tarrakomix (1977), i anys després, al 2004, va impulsar una altra revista de còmics, Delirópolis, amb els dibuixants tarragonins Miguel Villalba, Elchicotriste, i Hugo Prades.

### Obra publicada
Des dels anys 80 les seves vinyetes han estat recollides en diferents llibres com L’embut (1987), S’ha acabat el bròquil (Pau Gavaldà, 1992), Bocadillos de risa (Arola Editors, 1999) i Humor se le supone. Recuerdos de la puta mili (Arola Editors, 2009), a més d’il·lustrar llibres d'altres autors. Entre aquests, es poden destacar Embolica que fa fort, de Joan Carnicer (Edicions El Mèdol, 1991), Dins el marc, de Tate Cabré (Diari de Tarragona, 1992), Els Borbons en pilotes (Cossetània Edicions, 2004), Viure amb risc, de Rosa Queralt (Arola Editors, 2003), Incunable(s), de Joana Zaragoza (Publicacions de la Universitat Rovira i Virgili, 2017) i El corredor de Tàrraco (2021), de Moisés Peñalver.
Entre 2012 i 2015 l'editorial Efadós va publicar un volum anual de sàtira política amb una selecció de les millors vinyetes dels dibuixants i setmanaris, en especial de Catalunya, Napi va ser un dels triats per als quatre volums, al costat d'humoristes destacats com ara Ferreres (El Periódico), Toni Batllori i Kap (La Vanguardia), Farruqo i Fran Domènech (Ara), Fer (El Punt Avui), Manel Fontdevila (El Jueves), Ferran Martín (lainformación.com) i Ermengol (La Mañana).
En els darrers anys ha escrit relats que han estat publicats en els volums col·lectius Un bar de contes (Arola Editors 2011-2012) i Burdelatura (Silva Editorial, 2017).

### Obra exposada i altres col·laboracions professionals
A més, la seva obra gràfica s’ha exposat a ciutats com Tarragona, Alacant, Santander, Lleida, Barcelona i Madrid, a la Universitat de Alcalá de Henares i a d'altres països com Andorra i França.
Ha participat en diverses campanyes publicitàries i és autor de la mascota Peluso de l’entitat mediambiental Mare Terra Fundació Mediterrània. Al març de 2022 ha estrenat amb Carles Marquès una obra de radioteatre, Olla barrejada, a les emissores de ràdio de la Xarxa al Camp de Tarragona.

## Premis

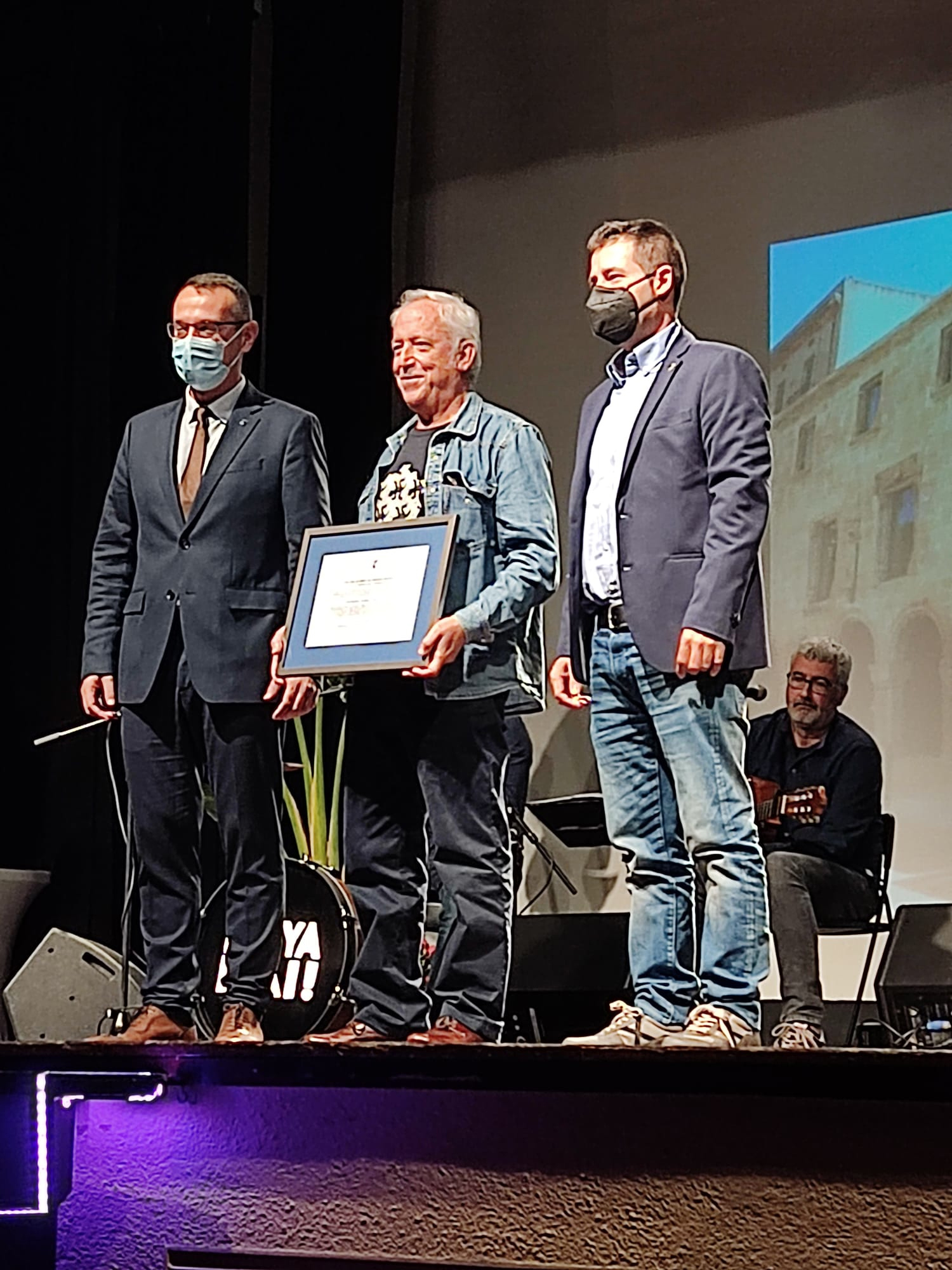
Roda de Berà, 2021. Napi (centre de la imatge) rep el premi al Mèrit als Serveis Distingits, del Consell Comarcal del Tarragonès.

A més dels premis esmentats anteriorment, ha rebut diversos reconeixements més a la seva tasca, com ara el premi del concurs convocat per la revista El Jueves (Barcelona, 1985), el premi Paleta Agroman de caricatura (Madrid, 1990), el Populares Cope (1995), la Petxina Daurada del Col·legi de Periodistes de la Demarcació de Tarragona (2002), el Premi de Comunicació Tarragona, organitzat per la publicació digital La República Checa (2019), la Distinció Paul Harris de la Fundació Rotary Internacional (2020), per part del Rotary Club de Tarragona Tàrraco-August, amb qui col·labora sovint, o el Mèrit als Serveis Distingits del Consell Comarcal del Tarragonès (2021), a proposta de l'Ajuntament dels Pallaresos.